# Mercedes-Benz W 17
Der Mercedes-Benz W 17, auch Mercedes-Benz 120, ist ein Konzeptfahrzeug mit Heckmotor, das die Daimler-Benz AG 1931 und 1932 herstellte.
Inspiriert von der modernen Stromlinienform verfiel man Anfang der 1930er-Jahre darauf, Motoren nicht mehr vorn im Fahrzeug, sondern im Heck einzubauen. Gerundete Fahrzeugfronten begrenzen den Einbauraum über der Vorderachse. Die voluminösen Heckformen hingegen ließen viel Platz über und hinter der Hinterachse. Zudem kann beim Einbau des Motors an der Antriebsachse die Kardanwelle entfallen. Entsprechende Entwicklungen entstanden bei Tatra unter der Leitung von Hans Ledwinka.
Die Daimler-Benz AG betraute Hans Nibel 1930 mit der Entwicklung eines kleinen Heckmotorwagens. 1931 entstand der W 17 bzw. Typ 120, eine viersitzige Limousine mit zwei hinten angeschlagenen Türen, senkrechten Front- und Heckscheiben und einem Vierzylinder-Boxermotor im Heck, der aus 1,2 Litern 25 PS (18,4 kW) schöpfte. Es gab darüber hinaus Versuche mit quer eingebauten Reihenvierzylindermotoren.
Es kam nicht zu einer Serienfertigung und keines der Versuchsfahrzeuge ist heute noch erhalten. Neben Fotos existiert heute noch der Motor eines der Wagen, der in der Mercedes-Benz Welt zu besichtigen ist.

## Technische Daten
| Mercedes-Benz 120             | Mercedes-Benz 120                                                               |
| ----------------------------- | ------------------------------------------------------------------------------- |
| Konstruktionsbezeichnung      | W 17                                                                            |
| Produktionszeitraum           | 1931                                                                            |
| Motor                         |                                                                                 |
| Arbeitsverfahren              | Viertakt-Otto                                                                   |
| Anordnung im Fahrzeug         | hinten, stehend                                                                 |
| Zylinderzahl / -anordnung     | 4 / Boxer                                                                       |
| Kühlung                       | Luft                                                                            |
| Gesamthubraum                 | 1,2 Liter                                                                       |
| Leistung                      | 25 PS (18,4 kW)                                                                 |
| Ventilanordnung               | hängend                                                                         |
| Fahrwerk und Kraftübertragung |                                                                                 |
| Radaufhängung; vorne          | Starrachse mit Halbelliptikfedern                                               |
| Radaufhängung; hinten         | Pendelachse                                                                     |
| Getriebe und Fahrleistungen   |                                                                                 |
| Getriebe                      | 3-Gang-Schaltgetriebe                                                           |
| Abmessungen und Gewichte      |                                                                                 |
| Leergewicht (Wagengewicht)    | > 1000 kg                                                                       |
| Karosserievarianten           | kantig geformte Limousine, stromlinienförmig gestaltete Limousine mit Fließheck |
| Belege                        |                                                                                 |